# ويلبرورد سنيليوس
ويلبرورد سنيليوس (بالهولندية: Willebrord Snel van Royen) (ويلبرود سنيل فان روين) (ولد سنة 13 يونيو 1580 وتوفي في 30 أكتوبر 1626 بمدينة لايدن الهولندية) هو عالم فلك و‌رياضيات هولندي، ارتبط اسمه في الغرب طويلاً بقانون انكسار الضوء، ولكن الأبحاث الحديثة أثبتت أن الفضل في اكتشاف ذلك القانون يرجع لابن سهل الذي اكتشفه سنة 984.
ولد ويلبرورد في ليدن بهولندا، وفي سنة 1613 خلف أباه «رودلف سنيل فان روين» (1546 ـ 1613) في العمل كأستاذ للرياضيات بجامعة ليدن. وفي سنة 1615 ابتكر طريقة لقياس نصف قطر الأرض باستخدام طريقة التثليث وقام بتنفيذها. من مؤلفاته «إراتوستينس الهولندي» (باللاتينية: Eratosthenes Batavus) والذي نشره سنة 1617 واصفاً تلك الطريقة التي أجراها بمعلومية المسافة بين مدينتي ألكمار و«بيرغن أوب تسوم» اللتين تفصل بينهما درجة طولية واحدة (قدرها سنيليوس بـ 117449 ياردة، أي ما يعادل 107395 كم)، وهذه المسافة في الواقع تعادل 111 كم.
كما كان سنيليوس عالم رياضيات مميزاً، وضع طريقة مبتكرة لحساب ط (π)، كما أعاد اكتشاف قانون الانعكاس سنة 1621.
وقد سميت فوهة «سنيليوس» على سطح القمر بهذا الاسم نسبة إلى ويلبرورد سيليوس.

## روابط خارجية
- ويلبرورد سنيليوس على موقع الموسوعة البريطانية (الإنجليزية)
- ويلبرورد سنيليوس على موقع الموسوعة البريطانية (الإنجليزية)